# تسريبات الرد الإسرائيلي ضد إيران
في 18 أكتوبر 2024، سُربت وثيقتين استخبارتية سرية تابعة لكل من وكالة الأمن القومي الأمريكية ووكالة الاستخبارات الجغرافية المكانية الأمريكية عبر قنوات تيليجرام. وتتعلق الوثائق المسربة بالخطط الإسرائيلية للرد على إيران ردا على ضرباتها ضد إسرائيل في أكتوبر/تشرين الأول 2024. وكشفت تلك الوثائق عن خطط مفصلة وثقتها الولايات المتحدة بشأن الإجراءات العسكرية الإسرائيلية، بما في ذلك تدريبات سلاح الجو الاسرائيلي، وعمليات الطائرات المسيرة العسكرية، ونقل الذخائر المتطورة، فضلاً عن عرضها التصوير عبر الأقمار الصناعية الذي أجرته المخابرات الأمريكية على سلاح الجو الإسرائيلي. وتشير إحدى الوثائق إلى أمر رفضت كل من إسرائيل والولايات المتحدة تأكيده علناً على الدوام: وهو امتلاك إسرائيل للأسلحة النووية. وكشفت التسريبات أيضا عن المساهمة الكبيرة للتجسس الأميركي على إيران في توفير المعلومات الاستخباراتية للعمليات العسكرية التي تخطط لها إسرائيل.

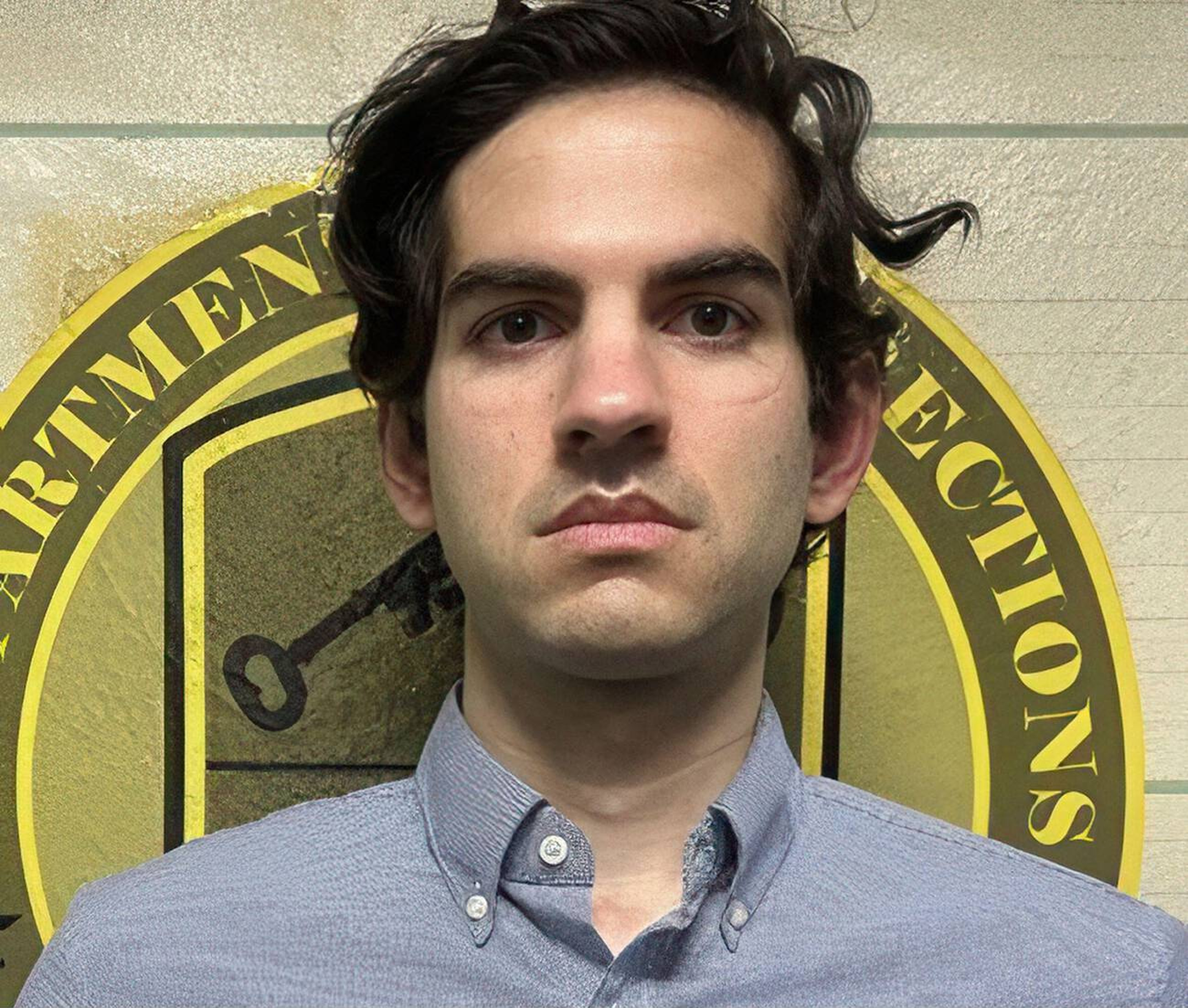
صورة من إدارة الإصلاحيات في غوام للمشتبه به في تسريب المعلومات، آصف رحمن

عاصف ويليام رحمان (مواليد 18 سبتمبر 1990)،  وهو موظف في وكالة المخابرات المركزية الأمريكية يتمتع بتصريح أمني سري للغاية، تم توجيه الاتهام إليه في 7 نوفمبر بتهمة الاحتفاظ عمدا ونقل معلومات تتعلق بالدفاع الوطني.  تخرج رحمان من جامعة ييل في عام 2013، وظهر في إصدارات متعددة من Yale Daily News.  وكان قد أدرج أن مسقط رأسه سينسيناتي ، أوهايو .  في محكمة اتحادية في ولاية فرجينيا، أقر رحمان بالذنب في التهم الموجهة إليه بتسريب معلومات سرية.

## التسريب
في 18 أكتوبر/تشرين الأول 2024، نُشرت الوثائق السرية على قناة تيليجرام تسمى "ميدل إيست سبكتاتور". وكانت تلك الوثائق مؤرخة بين 15 و16 أكتوبر 2024. وقد ادعى المستخدم الذي نشر المستندات أن تسريبها جاء من قبل أحد أعضاء مجتمع الاستخبارات الأمريكي، ثم ادعى لاحقًا أنه كان عضوًا في وزارة الدفاع الأمريكية. أبلغ ثلاثة مسؤولين أمنيين في الولايات المتحدة لوكالة أسوشيتد برس عن التسريب، وقام مسؤول رابع بتقييم الوثائق على أنها على الأرجح وثائق أصلية. 

### محتويات
وتحتوي الوثيقتين السريتين المسربتين، الإجراءات التي اتخذتها إسرائيل للتحضير لضربة انتقامية ضد إيران ردا على ضرباتها لقواعد عسكرية إسرائيلية في أكتوبر/تشرين الأول 2024. وشملت التدابير إعادة ترتيب ونقل الذخائر المتقدمة والأصول العسكرية اللازمة لتنفيذ الضربات، والخطط التفصيلية لمسارات الطائرات المسيرة الإسرائيلية والضربات ضد الأهداف الإيرانية، فضلاً عن مناورة كبيرة أجراها سلاح الجو الإسرائيلي عبر طائرات مقاتلة مع طائرات استخبارات، فضلاً عن صواريخ جو-أرض.   أشارت إحدى الوثائق إلى وجود أسلحة نووية في ترسانة إسرائيل .  وتم تصنيف تلك الوثيقتين على أنهما "سريتان للغاية" و"غير قابلتين للإفصاح للأجانب"، على الرغم من أن بعض المعلومات الموجودة في الوثيقتين تمت مشاركتها بين مسؤولي الأمن في الولايات المتحدة وكندا وبريطانيا العظمى وأستراليا ونيوزيلندا كجزء من تحالف الاستخبارات Five Eyes (خمس أعين).   
كانت إحدى الوثائق عبارة عن تقرير استخباراتي تصويري مزعوم صادر عن وكالة الاستخبارات الجغرافية الوطنية التابعة لوزارة الدفاع، والذي تم توزيعه في الأسبوع السابق للتسريب، والذي يتكون بالكامل من تحليل صور الأقمار الصناعية .  لوحظ أن الوثيقة المسربة كانت مشابهة في أسلوبها لوثائق أخرى صادرة عن الوكالة الوطنية للاستخبارات الجغرافية المكانية الأمريكية والتي سربها عضو الحرس الوطني الجوي جاك تيكسيرا (Jack Teixeira) بشأن الحرب الروسية الأوكرانية في مارس 2024. 
وبحسب التسريب أشارت الولايات المتحدة إلى أن القوات الجوية الإسرائيلية كانت تُجهز صواريخ باليستية عابرة للقارات، بما في ذلك 16 صاروخا من طراز Golden Horizons وما لا يقل عن 40 صاروخا من طراز روكس، تقع في قاعدة حتسريم الجوية منذ 8 أكتوبر/تشرين الأول.

### تحليل
ذكر مراسل موقع أكسيوس الإخباري باراك رافيد أن الدافع المحتمل وراء التسريب هو تعطيل أو تأخير الرد الإسرائيلي على إيران، وأن الوثائق نفسها تشير إلى أن الاستخبارات الأميركية كانت متورطة بشكل وثيق في مساعدة إسرائيل في استعداداتها التفصيلية لمهاجمة إيران. وأشارت الوثائق أيضًا إلى استخدام أمريكا للأقمار الصناعية التجسسية لجمع المعلومات عن عمليات القوات الجوية الإسرائيلية، مما ساهم في خطورة الاختراق الأمني. 
وأشار مراسلي شبكة سي إن إن ، ناتاشا بيرتراند وأليكس ماركوارت، إلى أن تسريب البيانات من المرجح أن يثير غضب إسرائيل ضد الولايات المتحدة في فترة أصبحت فيها العلاقات الدبلوماسية المتبادلة بينهما معقدة خلالالحرب بين إسرائيل وحماس والصراعات مع محور إيران. صرح ضابط وكالة المخابرات المركزية المتقاعد والمسؤول السابق عن الأمن في الشرق الأوسط ميك مولروي أن تأكيد صحة الوثائق قد يشكل تحديًا للعلاقات والتعاون المستقبلي بين إسرائيل والولايات المتحدة بسبب خرق أساسي للثقة. 

## ردود الفعل
وقد أشار كل من البنتاغون (وزارة الدفاع الأمريكية) ومكتب مدير الاستخبارات الوطنية إلى تسريب هذه الوثائق السرية، لكنهما لم يوضحا الأمر أكثر من ذلك.  ورفض مكتب التحقيقات الفيدرالي التعليق على التسريب. وصف مسؤول أمريكي مجهول التسريب بأنه "مثير للقلق الشديد". 
ولم يعلق الجيش الإسرائيلي على تسريب الوثائق السرية.  وأفاد مسؤول إسرائيلي كبير أن قوات الدفاع الإسرائيلية كانت على علم بالتسريب، وأنها تأخذ الاختراق "على محمل الجد". 

### التحقيقات
وبدأ مسؤولي الأمن في الولايات المتحدة تحقيقا سريعا في طبيعة التسريب، بما في ذلك كيفية الوصول إلى الوثائق وكيف تم مشاركتها، فضلا عن هوية وخلفية الأشخاص المتورطين في التسريب. كما عمل التحقيق على تحديد ما إذا كان المًسرب جزءًا من الحكومة الأمريكية، وما إذا كانت الوثائق في التسريب قد تم الوصول لها عبر اختراق أو تسريب للبيانات، وما إذا كان قد تم الحصول على أي معلومات سرية أخرى ووضعها في خطر لمشاركتها مع جهات عامة أو معادية. 